# Заводська міська рада

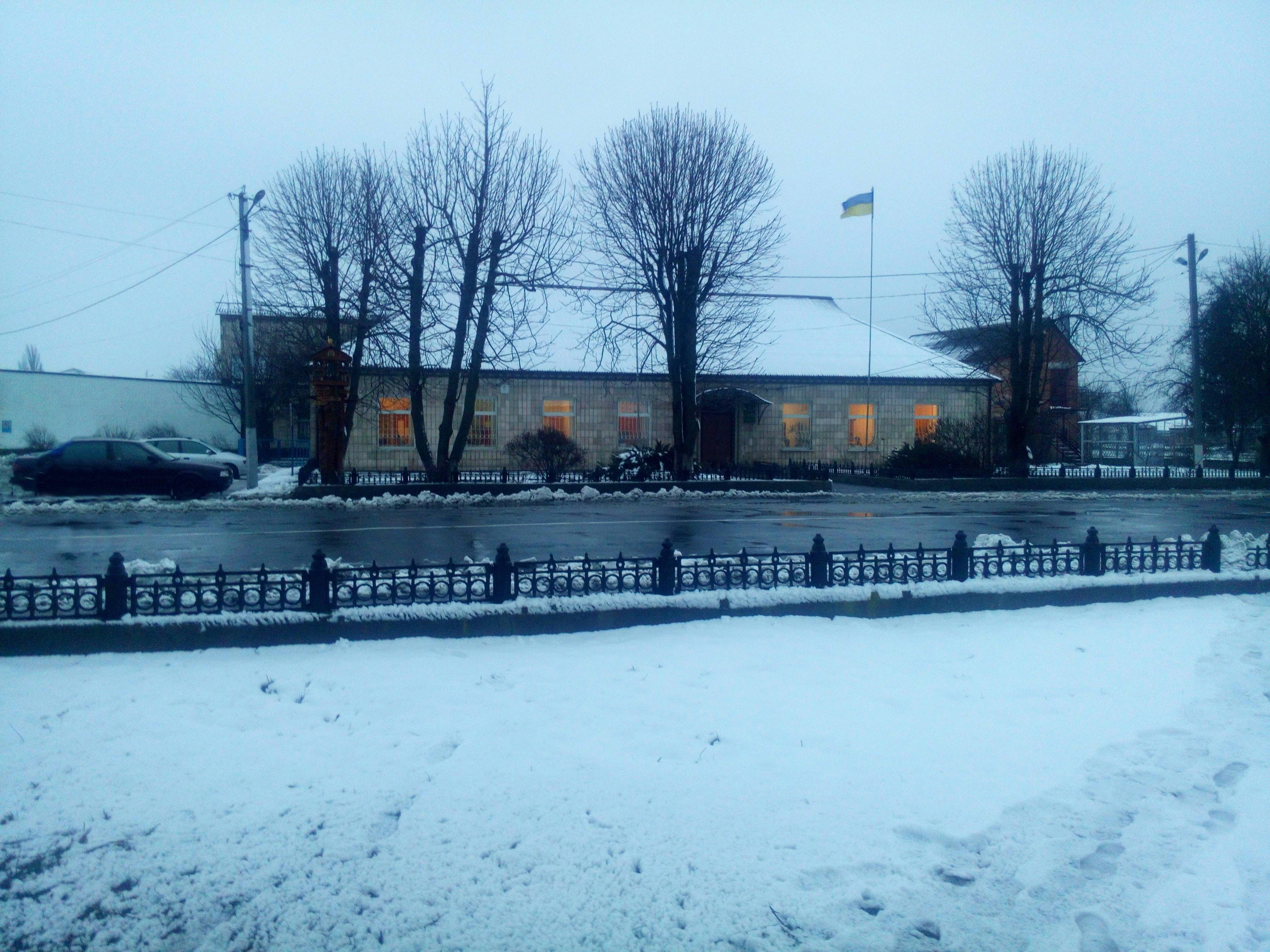
Будівля міської ради. Заводське.

Заводська міська рада — орган місцевого самоврядування у Лохвицькому районі Полтавської області з центром у місті Заводське. Міській раді ще підпорядковано село Вишневе.

## Географія
Територією, що підпорядкована міській раді, протікають річки Сула та Артополот.

## Влада
Загальний склад ради — 30
Міські голови (голови міської ради)
- Сидоренко Віталій Володимирович[1]

31.10.2010 — зараз